# Litolibrus princeps
Litolibrus princeps is een keversoort uit de familie glanzende bloemkevers (Phalacridae). De wetenschappelijke naam van de soort werd in 1878 gepubliceerd door Schwarz.